# Enrique López Eguiluz
Enrique López Eguiluz, conegut també com a Enrique L. Eguiluz (Madrid, 22 de maig de 1930 – 9 de maig de 1997) va ser un director de cinema espanyol.
Va dirigir principalment documentals i curts, però esdevingué famós per haver dirigit el clàssic de fantaterror, La marca del hombre lobo, primera pel·lícula espanyola en la que Jacinto Molina, àlies Paul Naschy, va interpretar el personatge de Waldemar Daninsky.

## Filmografia
- La pandilla (1965)
- Pascualín (1965)
- Chantaje a un asesino (1966)
- En Andalucía nació el amor (1966)
- Agonizando en el crimen (1967)
- La marca del hombre lobo (1968)
- Santo frente a la muerte (1969)
- Misión secreta en el Caribe (1971)